# Khalil ibn Ahmad
Pour les articles homonymes, voir Ahmad.
Œuvres principales
- Kitâb al-'Ayn
- Kitâb al-'Arûd

Khalîl Ibn Ahmad Al Farâhîdî (718-791) (أبو عبد الرحمن ، الخليل بن أحمد الفراهيدي) est un écrivain et philologue du sud de l'Arabie (actuel Oman). Il naquit à Oman puis s'installa à Bassora, en Irak, où il abandonna l'ibadisme pour le sunnisme.
Il publia le premier dictionnaire d'arabe, le Kitab al-Ayn (Le livre source), probablement terminé par son disciple Al-Layth ibn Al-Muzaffar.
Le livre source cherche à élucider l'origine des mots arabes. Les mots ne sont pas rangés par ordre alphabétique, mais selon la phonétique, par rapport à la localisation de la prononciation, du son le plus profond dans la gorge, ﻉ (ayn) au plus labial, م (mìm).
Ce dictionnaire a été imprimé en huit volumes à Bagdad entre 1980 et 1985 par Khalīl ibn Aḥmad, Mahdī Makhzūmī et Ibrāhīm Sāmarrāʼī.
Khalil ibn Ahmad écrivit également de la poésie et établit le système diacritique de l'arabe (Harakat). Il serait plus juste de dire qu'il rendit explicite, et contribua à généraliser, l'emploi des points diacritiques qui existaient déjà du temps du Prophète, puisque nous avons des preuves matérielles de cela. Voir notamment le papyrus dénommé PERF No. 558 - One of the earliest bilingual Papyrus From 22 AH / 643 CE., sur le site : http://www.islamic-awareness.org/History/Islam/Papyri/
Ce document et d'autres établissent que la connaissance des points diacritiques était déjà répandue parmi les arabes, en l'an 22 après l'hégire, ce qui permet de penser qu'elle l'était aussi au temps du Prophète, même si les Arabes n'avaient pas pensé à la généraliser. Il faudra attendre l'expansion de l'islam et donc de l'arabe pour ressentir le besoin de donner à la notation de la langue arabes les instruments de sa meilleure lisibilité. De même que le persan Sîbûyeh, que les arabes prononcent Sibawayh, fut celui qui rendit explicites les règles de la grammaire arabe qui n'était pas enseignée en tant que science, les arabes faisaient de la grammaire, comme Monsieur Jourdain de Molière faisait de la prose, sans le savoir.
Il décéda entre 777 et 791 à Bassora. Sibawayh fut son disciple.